# Feurio!
Feurio! ist ein auf Audio-CDs spezialisiertes Brennprogramm für das Betriebssystem Windows von Microsoft. Entwickelt wurde es von Jens Fangmeier, die erste veröffentlichte Version erschien 1997 als Beta-Version 0.90.

## Entwicklung
Bis Version 0.935 erschien Feurio! als Freeware, war jedoch als Beta-Version zum Testen gedacht und daher nur bis zu einem festgesetzten Datum lauffähig. Mit Erscheinen von Version 1.0 Ende 1998 entfiel das „Ablaufdatum“, gleichzeitig wurde das Programm Shareware und ist seither in der Standardversion uneingeschränkt nutzbar. Bis zur aktuellen Version wurde Feurio! aktiv weiterentwickelt. Seit 2004 scheint die Entwicklung jedoch stehengeblieben zu sein. Eine neuere Version von Feurio! wurde zwar entwickelt, wegen möglicher Komplikationen mit dem deutschen Urheberrecht jedoch nicht mehr veröffentlicht.

## Varianten des Programms
Grundsätzlich gibt es nur eine Installationsversion von Feurio!, welche aber mit der Eingabe entsprechender Lizenzschlüssel als Standardversion oder als Professional-Version freigeschaltet werden kann.
Die Shareware-Variante ist derzeit gegenüber der Standardversion nicht eingeschränkt. Die Professional-Version bietet zusätzliche Funktionen zum gleichzeitigen Brennen auf mehreren CD-Brennern sowie zum Kopieren von Daten-CDs und zum Brennen von ISO-Abbildern.

## Anwendungen
Feurio! besteht aus den Einzelprogrammen „Feurio! CD-Manager“, „Feurio! CD-Writer“, „Feurio! Trackeditor“ und „Feurio! Covereditor“. Zusätzlich bietet das Programm einen CD-Player sowie einen Wave-Player.

## Funktionen
Dass Feurio! auf Audio-CDs spezialisiert ist, macht ein kurzer Blick auf den Funktionsumfang des Programms deutlich. Es beinhaltet neben dem „CD-Manager“, in dem man seine Projekte mit WAV- und MP3-Dateien zusammenstellen kann, eine CDDB-Abfrage, CD-Text-Unterstützung, Audio-Grabbing, eine Funktion zur automatischen Aussteuerung und einen einfachen Wave-Editor. Viele Funktionen sind in heutigen Brennprogrammen selbstverständlich, in Feurio! gibt es sie schon seit vielen Jahren, einige Beispiele:
- Unterstützung von CD-Text
- Brennen individueller WAV-Zusammenstellungen
- direktes Erstellen von MP3-Dateien aus CDs inklusive ID3-Tags
- Brennen von MP3-Dateien zu regulären Audio-CDs, auch „On-the-fly“, auch Konversion „falscher Bitraten“ in ein Audio-CD-konformes Format
- Kopieren und Kompilieren von DTS-CDs
- Normalisieren von Audio-Titeln
- Aufnahme von Titeln über den Analog-Eingang einer Soundkarte mit Erstellung von Indexmarken
- Systemanalyse zum Erkennen von Treiberkonflikten installierter Programme, auch ASPI-Konflikte
- Cover-Editor
- ausgesprochen gute Fehlerkorrektur beim Einlesen besonders schlecht gepresster CDs, 1:1-Kopieren von CDs inklusive Fehlern − bei zu hoher Fehlerrate, welche in Zahlen angezeigt wird, lässt sich die Umdrehungsgeschwindigkeit des Quelllaufwerks auch manuell herabsetzen

### CD-Manager
Im CD-Manager lassen sich Projekte aus .wav- und/oder .mp3-Dateien erstellen. Die Dateien können sich auf der Festplatte befinden und sich von dort in das Projekt verweisen lassen oder es lässt sich eine Zusammenstellung aus den Titeln verschiedener CDs in das Projekt kopieren. Bei der Einbindung von MP3-Dateien kann man auswählen, ob die Dateien erst beim Brennvorgang „on the fly“ in das Wave-Format konvertiert werden und dabei gleichzeitig normalisiert (also in ihrer Lautstärke einander angepasst) werden sollen (historisch: was im Jahr 1999 zu Zeiten von Pentium II-Rechnern nicht selbstverständlich war). Aus dem Projekt heraus lassen sich die Tracks in den Track-Editor laden und z. B. Trackmarken setzen, was nach analoger Aufnahme von Schallplatten oder Kassetten aus dem CD-Manager heraus sehr hilfreich und einfach zu bewerkstelligen ist. Beim Grabben von Audio-CDs ist es möglich, durch die Einbindung eines freien externen MP3-Encoders, z. B. des LAME-Encoders (lameenc.dll), direkt MP3-Dateien zu erstellen, und das unter Verwendung der Online-CD-Datenbanken freedb oder CDDB oder einer heruntergeladenen freedb-Version zur Erstellung der ID3-Tags. Das Format der Tags lässt sich individuell definieren.

### CD-Writer
Der CD-Writer ist das Brennmodul von Feurio!. Er kann mit einer Vielzahl gängiger CD-Laufwerken umgehen, jedoch nur in der Professional-Version kann man damit auch Daten-CDs kopieren und ISO-Abbilder brennen. In der Standard-Version ist damit ausschließlich das Brennen von Audio-CDs möglich. Überlange CD-Rohlinge, die vom ANSI-Standard IEC-908 („Red Book“) abweichen und mehr als 74 Minuten speichern können, sowie das Überbrennen werden vom Brennmodul unterstützt. Feurio! kann sogar mit 99-Minuten-Rohlingen umgehen, dabei ist jedoch zu beachten, dass nicht alle CD-Laufwerke am Computer das Brennen bzw. das Abspielen oder Auslesen von solchen Rohlingen unterstützen, und vor allem dass die wenigsten CD-Player solche Audio-CDs abspielen können, weil sie weit außerhalb der CD-Audio-Spezifikation (wie sie im „Red Book“ definiert ist) liegen.
Der CD-Writer war eines der ersten Programme, das das Brennen von CD-Text-Informationen unterstützte. Dazu verwendet das Programm die Informationen von der Quell-CD oder aus dem CD-Manager, der seine Informationen wiederum aus der Offline-Version der freedb oder aus den Online-Versionen von CDDB oder freedb bezieht. Neben der eigentlichen Brennfunktion bietet der CD-Writer vielfältige Diagnosefunktionen, z. B. zur Überprüfung von Systemtreibern oder zur Ermittlung der Länge eines CD-Rohlings in einem Simulationsbrennvorgang, wodurch sich das Überbrennen eines überlangen CD-Projektes sicherer gestalten lässt.
Im CD-Writer lässt sich ein Datenpuffer einrichten, der ein sicheres Brennen auch mit Brennern ohne „buffer underrun protection“-Funktion ermöglicht.

## Systemanforderungen
Feurio! läuft auf jedem 32-Bit-Windows, also Windows 9x ab Windows 95. Empfohlen werden jedoch NT-basierte Windows-Versionen wie Windows NT 4.0 und Windows 2000. Das Programm benötigt vergleichsweise wenig Computerleistung. Es genügt ein Pentium-90 mit 32 MB RAM, ab Windows NT mindestens 64 MB RAM.
Trotz des relativen Alters kann Feurio! in Version 1.68 problemlos mit Windows 7 (32-Bit) und Windows Vista (32-Bit) betrieben werden, obwohl Windows Vista bei der Installation über eine mögliche Inkompatibilität warnt. Auch unter Windows 7 x64 (64-Bit) funktioniert das Programm weitgehend problemlos, auf einigen Hardwarekonfigurationen funktioniert das Abspielen von Stücken im Track-Editor jedoch nicht. Dieses Problem lässt sich durch den Einsatz einer virtuellen Maschine, wie dem XP-Modus von Windows 7 Professional/Enterprise, umgehen.
Feurio! läuft auch unter Windows 8, 8.1, 10 und 11 (64-Bit), der Abspielmodus im Trackeditor funktioniert je nach Hardwarekonfiguration.